# Tôn Lỗ Dục
Tôn Lỗ Dục (chữ Hán: 孙鲁育; ?-255), biểu tự Tiểu Hổ (小虎), là một công chúa Đông Ngô thời Tam Quốc của Trung Quốc. Bà là con gái nhỏ của Tôn Quyền, hoàng đế khai quốc Đông Ngô, và người thiếp Bộ Luyện Sư. Bà còn được gọi là Chu Công chúa (朱公主) do từng được ban hôn cho Chu Cứ, một võ tướng phục vụ Tôn Quyền.

## Cuộc đời
Tôn Lỗ Dục là con gái nhỏ của Tôn Quyền, hoàng đế khai quốc của Đông Ngô, và người thiếp Bộ Luyện Sư. Bà có một người chị gái, Tôn Lỗ Ban. Tên biểu tự của hai chị em, lần lượt là Đại Hổ (大虎) và Tiểu Hổ (小虎).
Tôn Lỗ Dục ban đầu được vua cha ban hôn cho Chu Cứ, một võ tướng của Đông Ngô. Hai người có với nhau một cô con gái, người về sau đã cưới con trai thứ sáu của Tôn Quyền, Tôn Hưu, cũng là anh em cùng cha khác mẹ của Tôn Lỗ Dục.
Vào những năm 240, một cuộc đấu tranh quyền lực đã nổ ra giữa hai người con trai của Tôn Quyền - Thái tử Tôn Hòa và người em Tôn Bá, để tranh giành vị trí Trữ quân. Cuộc đấu tranh quyền lực có tác động phân cực đối với các triều thần của Tôn Quyền; hai phe đối lập, mỗi phe ủng hộ Tôn Hòa hoặc Tôn Bá, nổi lên trong số đó. Trong thời gian này, chồng của Tôn Lỗ Dục, Chu Cứ, ủng hộ Tôn Hòa, trong khi chị gái của bà là Tôn Lỗ Ban và chồng Toàn Tông đứng về phía Tôn Bá. Khi Tôn Lỗ Ban cố gắng để vận động Tôn Lỗ Dục hỗ trợ Tôn Bá, nhưng lại bị Tôn Lỗ Dục từ chối, bà đã trở thành cái gai trong mắt của chính chị gái ruột của mình.
Năm 250, cuộc đấu tranh quyền lực đã chấm dứt khi Tôn Quyền buộc Tôn Bá phải tự sát và phế truất Tôn Hòa khỏi vị trí Thái tử. Nhiều đại thần tham gia vào cuộc đấu tranh quyền lực đã bị xử tử, lưu đày hoặc bị cách chức. Chồng Tôn Lỗ Dục, Chu Cứ, bị giáng chức và bị điều đi làm Thái thú Tân Đô (新都郡; phụ cận Thuần An, Chiết Giang ngày nay). Trong khi Chu Cứ đang trên đường đến Tân Đô, Tôn Hoằng, một trong những người ủng hộ Tôn Bá, đã lợi dụng sức khỏe yếu của Tôn Quyền để giả truyền sắc chỉ ra lệnh cho Chu Cứ phải tự sát.
Sau khi Chu Cứ chết, Tôn Quyền đã gả con gái mình cho Lưu Toản. Vốn Lưu Toản trước đây đã từng cưới người con gái thứ hai của Tôn Quyền (chị cùng cha khác mẹ của Tôn Lỗ Dục), nhưng bà đã chết sớm. Vì vậy Tôn Quyền đã sắp xếp cho con gái nhỏ Tôn Lỗ Dục góa chồng kết hôn với phò mã Lưu Toản góa vợ.
Vào tháng 8 hoặc tháng 9 năm 255, dưới triều Tôn Lượng, Tôn Nghi và một số triều thần âm mưu lật đổ quyền thần Tôn Tuấn, nhưng đã bị phát hiện và xử tử trước khi có thể thực hiện kế hoạch. Tôn Lỗ Ban, vốn lén lút tư thông Tôn Tuấn sau khi chồng là Toàn Tông qua đời năm 249, đã nắm lấy cơ hội để buộc tội cô em gái mình là Tôn Lỗ Dục có liên quan đến âm mưu này. Tôn Lỗ Dục bị bắt và xử tử. Bà được chôn cất tại Thạch Tử Cương (石子崗), một ngọn đồi ở Vũ Hoa Đài, Nam Kinh, Giang Tô ngày nay.

## Sự kiện sau đó
Sau khi Tôn Tuấn chết năm 256, người em họ Tôn Lâm đã kế vị phụ chính cho hoàng đế Đông Ngô Tôn Lượng. Vào khoảng giữa năm 256 và 258, Tôn Lượng nghi ngờ rằng Tôn Lỗ Ban có liên quan đến cái chết của Tôn Lỗ Dục, vì vậy đã triệu kiến chị gái  mình vào chất vấn. Tôn Lỗ Ban sợ hãi và nói dối, đổ lỗi cho các con trai của Chu Cứ là Chu Hùng (朱熊) và Chu Tổn (朱損). Tôn Lượng tin lời Tôn Lỗ Ban, cho rằng chính Chu Hùng và Chu Tổn đã phản bội Tôn Lỗ Dục - đặc biệt là kể từ khi Chu Tổn cưới em gái Tôn Tuấn - vì vậy đã ra lệnh lão tướng Đinh Phụng Xử tử Chu Hùng và Chu Tổn.
Năm 258, Tôn Lâm phế truất Tôn Lượng và tôn lập Tôn Hưu, con trai thứ sáu của Tôn Quyền, lên ngôi. Vợ của Tôn Hưu, Chu thị, là con gái của Chu Cứ và Tôn Lỗ Dục. Ngày 18 tháng 1 năm 259, Tôn Hưu làm đảo chính, diệt trừ Tôn Lâm và bè đảng. Tôn hưu cũng cho quật mồ Tôn Tuấn và trừ bỏ các tước vị. Những người từng bị xử tử trong thời Tôn Tuấn và Tôn Lâm phụ chính đều được phục hồi, trong đó có cả Tôn Lỗ Dự, người vừa là chị vừa là mẹ vợ của Tôn Hưu.